# Yacht Club de Monaco
 (septembre 2015).
Si vous disposez d'ouvrages ou d'articles de référence ou si vous connaissez des sites web de qualité traitant du thème abordé ici, merci de compléter l'article en donnant les références utiles à sa vérifiabilité et en les liant à la section « Notes et références ».
Le Yacht Club de Monaco (YCM) est un club nautique fondé en 1953 à Monaco. Ce club rassemble des propriétaires de bateaux classiques ou modernes, motor-yachts ou voiliers de plaisance et de régate. Ouvert également aux personnes ne possédant pas de bateau, le club compte environ 2 500 membres. Créateur d’évènements sportifs et culturels, il est présidé depuis 1984 par le prince Albert II de Monaco.

## Historique

Guidon du Yacht Club de Monaco.

En 1862, Monaco organise les premières régates.

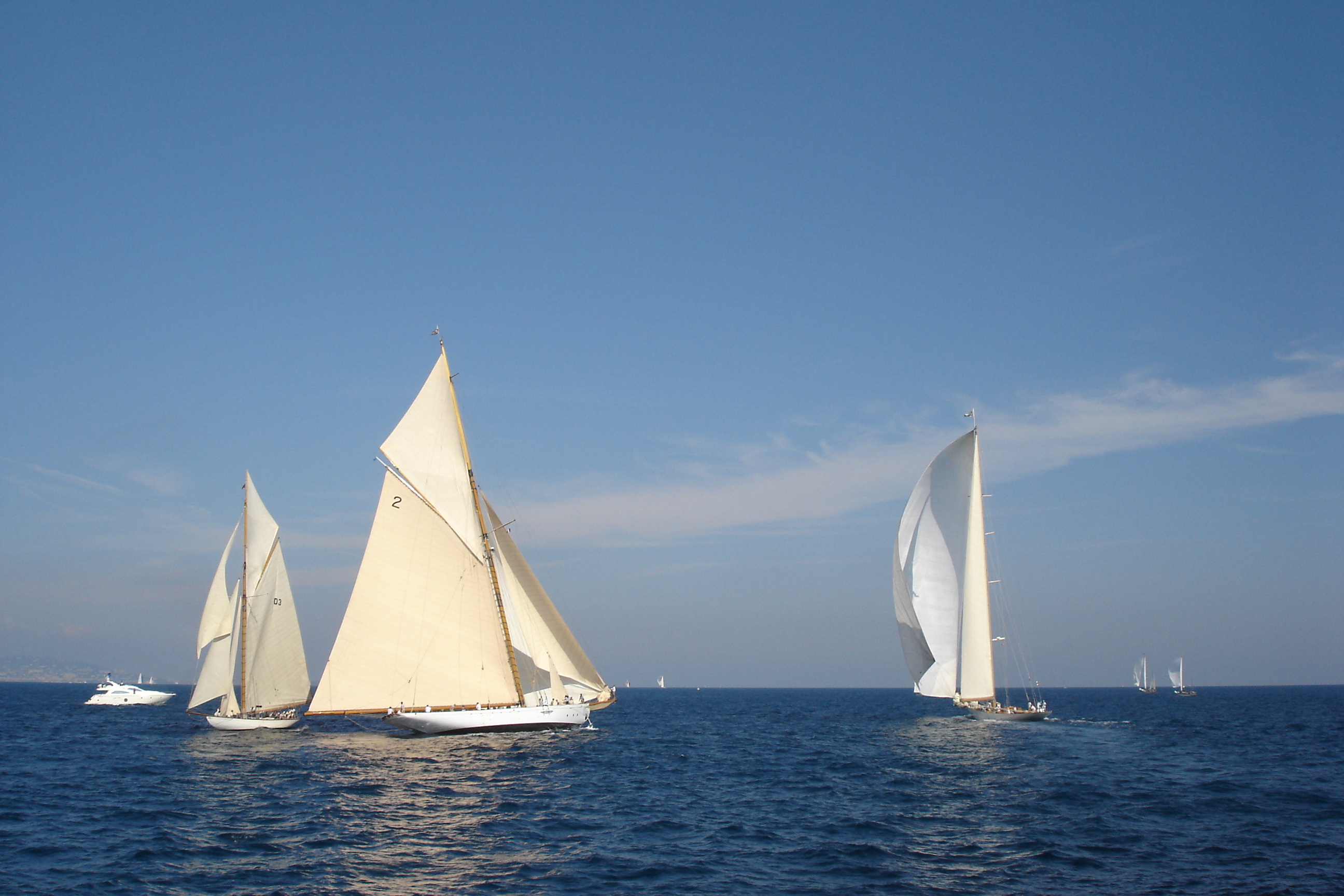
Tuiga en régate, le voilier amiral du Yacht Club de Monaco.

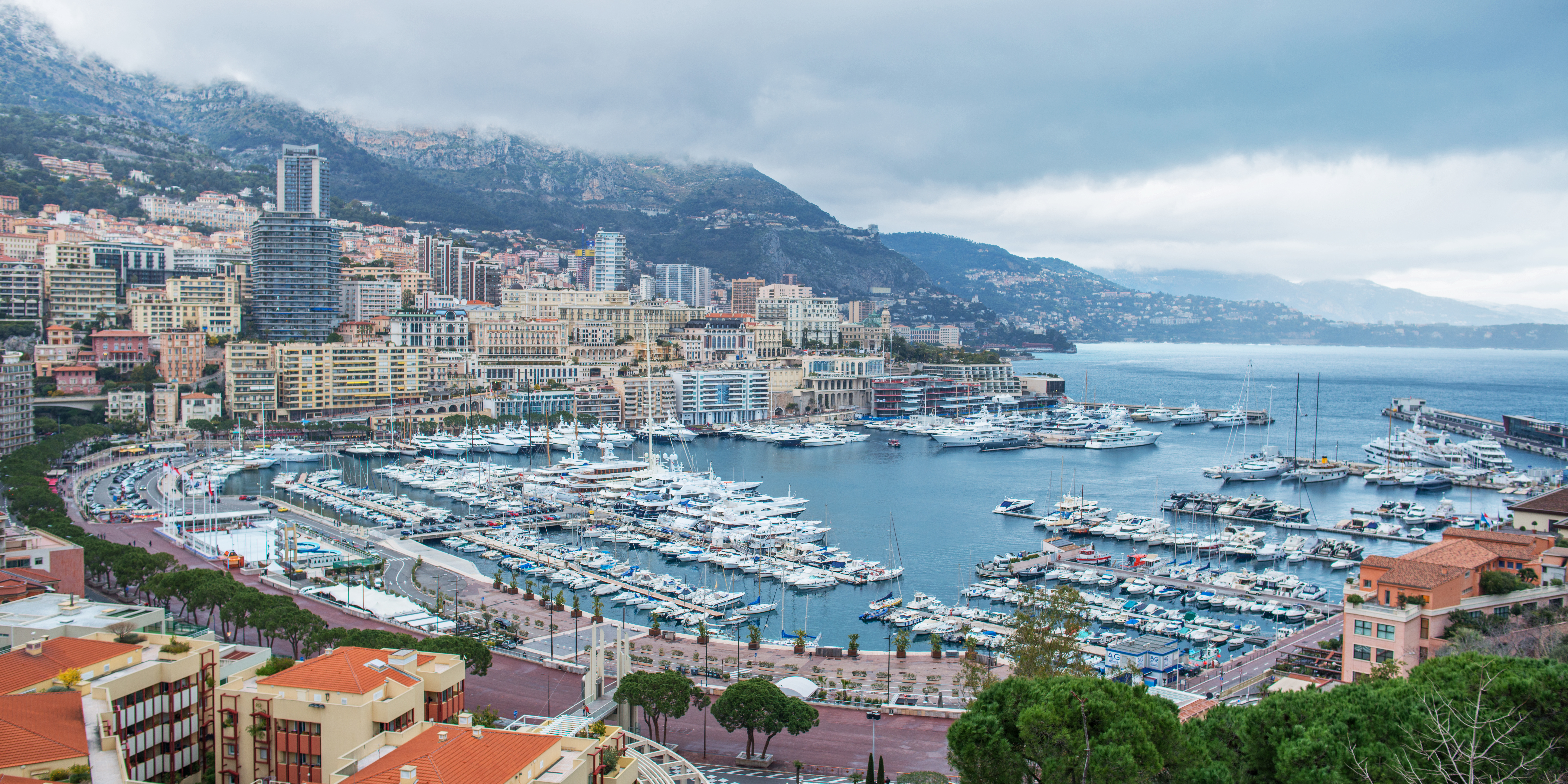
Port Hercule en 2013 avec le Yacht Club en construction.

En 1888, Albert Ier de Monaco fonde la « Société des Régates » avec douze membres monégasques pour organiser des régates et « promouvoir, encourager et développer les sports nautiques de la Voile et de l'aviron ». Monaco devient alors un des hauts lieux de villégiature d'hiver des grandes fortunes internationales qui assure le succès de la discipline.
En 1953, Rainier III de Monaco fonde le « Yacht Club de Monaco », émanation de la Société des Régates organisatrice de nombreuses manifestations annuelles internationales : « Tournoi International de Snipes », « Trophée Losange d'Or », « Championnat International de la Méditerranée de Star Class », « Meetings motonautiques Internationaux de Monaco », « Big Game Fishing », etc
En 1984, Albert II de Monaco est nommé président du club par son père. En 1995, le Yacht Club de Monaco acquiert et fait rénover Tuiga (plan William Fife, 1909), et le fait ensuite son voilier amiral. Ensuite le club organise la « Monaco Classic Week » pour accueillir et faire régater d'autres voiliers de course anciens.
« Formidable lieu de communication et d’échanges, la mer nous rassemble et nous identifie. Le yachting est un véritable art de vivre, un état d’esprit, une réelle philosophie de vie, bien au-delà d’une simple activité de loisirs ou de compétition.
L’art de vivre la mer, selon le Yacht Club de Monaco, c’est appliquer au quotidien les valeurs de la grande tradition du yachting. C’est également vivre avec son temps, tout en respectant les règles de courtoisie, de solidarité et de savoir-faire, transmises par nos aînés. »
— Albert II de Monaco

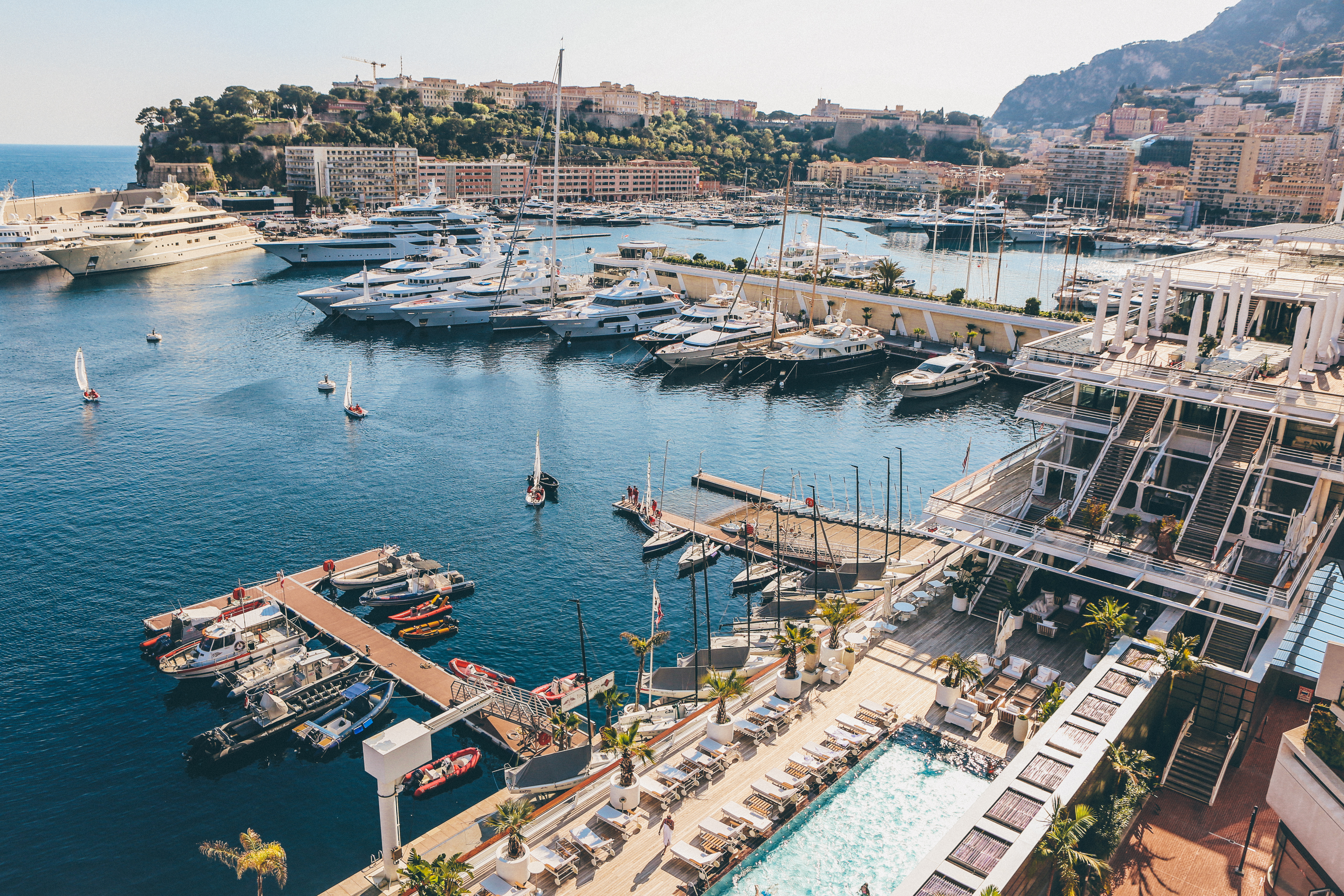
Vu du Port Hercule depuis le yacht club (à droite de l'image).

En juin 2014 est inauguré le nouveau siège du club, dans un bâtiment conçu par  Norman Foster, l'aménagement intérieur conçu par Jacques Grange.

## Les dates phares

### 1953 - 1970
- 17 juin 1953 : création officielle du Yacht Club de Monaco par le prince Rainier III[4] ;
- Avril 1955 : le prince Rainier relance le motonautisme, avec le Grand Meeting Motonautique de Monaco. Essais de runabouts, courses de canots automobiles et de hors-bord ;
- Août 1955 : première course-croisière Le Losange d’Or sur le parcours Monaco / Sanremo / Monaco. L’épreuve, pérennisée, alternera motonautisme et voile ;
- Juillet 1956 : l’équipe de plongeurs du YCM découvre une épave d’où seront ramenées des amphores et une panthère étrusque en bronze ;
- 1956 : Croisière Internationale de la classe RORC, en collaboration avec le CIM (Comité International de la Méditerranée) ;
- 1957 : création de l’École de voile, le Club achète une Caravelle ;
- 1959 : premier Championnat International de Monaco et de la Méditerranée, en collaboration avec le CIM

### 1971 - 1990
- 1972 : course motonautique London-Monaco, organisée par les Anglais ;
- 1970 : le prince Rainier III fonde la section sportive du YCM, qui accueille les jeunes de 7 à 20 ans pour un programme qui comprend leur formation à la voile, de l’initiation à la compétition, la découverte de la mer et la sauvegarde de l’environnement ;
- Mai 1984 : Grand Prix d’Offshore de Monaco, initié en mai 1982 et qui sera reconduit chaque année, jusqu’en 1990, année de l’organisation du Championnat du Monde Offshore ;
- Décembre 1984 : 1er Championnat international de la Méditerranée de Laser. En 15 ans, l’épreuve accueillera 150 à 320 concurrents entre Noël et le Jour de l’An ;
- Février 1985 : création de « Voile en Février », série de régates réservées aux monotypes, devenue la Primo Cup en 1987 ;
- Mai 1985 : les Star, série olympique, sont de retour en Principauté pour le 32e Championnat de France, Challenge Princesse Grâce. En juillet 1960, la Princesse Grâce, qui pratiquait le Star, tout comme JF Kennedy, avait reçu sa carte de membre de l’International Star Racing Club Association ;
- 1985 : Monaco-New York, transatlantique mise en place avec le soutien de Victor Pastor, alors vice-président du Yacht Club, et participation de Biotonus–YCM, dont l’équipage entièrement monégasque est skippé par Bernard d’Alessandri ;
- 1985, 1986 et 1987 : Grand Prix de Formule 40’, finale du Championnat d’Europe de la série, Munegu défend les couleurs de la Principauté ;
- 1987 : le One-Tonner Munegu est 3e au Championnat du monde ;
- Septembre 1987 : Coupe de S.A.S. le Prince Albert de la Biotonus maxi Cup Monte Carlo, réservée aux maxis. Cette sera réitérée en 1989, 1990, 1991 et 1992 ;
- Octobre 1987 : première participation du YCM à La Nioulargue à Saint-Tropez ;
- 1988 : Monaco est ville d’arrivée du Tour de France à la Voile, auquel participe le Sélection MO40 ;
- 1989 : Stefano Casiraghi, époux de la princesse Caroline de Monaco, remporte le Championnat du Monde Offshore à Atlantic City[5] ;
- 1990 : premier Venezia-Monte Carlo motonautique, Olivier Campana et Daniel Elena représentent Monaco en 470 aux XIe Jeux Méditerranéens d’Athènes ;
- Septembre 1991 : International Yacht Club Challenge. Organisé avec le Manhattan Yacht Club de New York, il est disputé sur J/24 par Les équipages des plus prestigieux yacht-clubs du monde, représentant 25 nations. Vainqueur : la Société Nautique de Genève.

### 1991 - 2018
- 1992 : La Lineltex Yacht Club de Monaco 50’ Cup 1992 voit s’affronter en match race de nombreux skippers et tacticiens de l’America’s Cup : Sid Fisher, Paul Cayard, Marc Pajot, John Kolius, Enrico Chieffi, Pierre Mas, Marc Bouet… Cette épreuve est le prélude à la 1re étape du Championnat du Championnat du Monde des 50’ IOR organisé par le YCM du 3 au 7 mars 1993. Remporté par Sid Fisher et Peter Gilmour ;
- Septembre 1992 : Yvan Bourgnon (YCM) sur Primagaz remporte la Transat Québec-Saint-Malo ;
- 13 septembre 1992 : Premier Trophée Adriano Ribolzi, qui réunit 15 bateaux à moteur d’époque. Reconduit l’année suivante, il favorisera la création dès 1994 de la Monaco Classic Week ;
- 1993 : Championnat d’Europe de J/24, qui rassemble une participation record de 106 unités ;
- 1994 : création de la Monaco Classic Week. Son succès incite à la pérenniser : organisée en 1996, 1997 (700e) Nautiques), elle deviendra une biennale à partir de 1999 ;
- 1995 : Acquisition de Tuiga, 15 M JI, un plan Fife de 1909. Véritable ambassadeur de la Principauté, ce côtre aurique participe à de nombreux rassemblements et régates de yachts de tradition, bénéficiant du soutien des membres du « Comité Tuiga » ;
- 1996 : Championnat d’Europe de Star, initié par Jochen Schwarz, ancien vice-président de l’International Star Class ;
- 1997/1998 : Whitbread Round the World Race, course autour du monde en équipage avec escale. Merit Cup, sous pavillon monégasque et skippé par Grant Dalton, termine deuxième avec deux victoires d’étape ;
- 1999 : mise en place du Prada Challenge for Classic Yachts, circuit unique de voiliers de tradition, reconduit durant cinq ans, jusqu’en 2003 ;
- 2004 : l'équipe Mean Machine / YCM remporte la Coupe de France à Saint-Tropez. Première édition de l’épreuve de régularité Viareggio–Monaco–Viareggio, organisée chaque année jusqu’en 2008 ;
- 2004 et 2005 : Monte Carlo Rodriguez Day ;
- 2005 : lancement de la course au large Palermo-Montecarlo. Création de « La Belle Classe Tradition », un club d’armateurs de yachts de tradition, partageant des valeurs communes en faveur de la sauvegarde du patrimoine maritime ;
- 2006 : Première édition du Riva Art Trophy, épreuve de régularité aller-retour entre Monaco et Saint-Tropez. Organisation du premier Championnat du monde féminin d’aquabike ;
- 2007 : La Principauté accueille les Jeux des Petits États d’Europe. Les jeunes régatiers monégasques décrocheront sept médailles dont deux en or ;
- 2008 : Annonce de « La Belle Classe Superyachts » et nomination d’un premier Ambassadeur. Le YCM remporte l’International Team Match Racing, organisé par le Royal Yacht Squadron. Victoire de Tuiga à la Cowes Classic Week, qui se voit remettre la Ryde Coranation Town Cup. Monaco accueille la première édition du World Yacht Racing Forum organisé sous le patronage du YCM Une initiative qui sera renouvelée en 2009 ;
- 2009 : Création du Symposium économique « La Belle Classe Superyachts », puis l’année suivante du Symposium environnemental « La Belle Classe Superyachts »[6],[7]. Célébration des cent ans de Tuiga à l’occasion d’une Monaco Classic Week exceptionnelle ;
- 2010 : Première édition de la Westward Cup (Cowes), à l’initiative de M. Zak, avec la collaboration commune entre le Royal Yacht Saqudron, le New York Yacht Club et le Yacht Club de Monaco, reconduite en 2012. Lancement du Trophée Grimaldi – Sanremo-Monaco-Sanremo. Dans le cadre de sa politique de formation des jeunes régatiers, le YCM organise la 1re édition du Monaco Optimist Team Racing[4] ;
- 2011 : Annonce de la création de « La Belle Classe Destinations », un label d’excellence pour l’accueil des superyachts dans les marinas à travers le monde, avec l’intronisation en 2012 du Visun Royal Yacht Club, 1er signataire en Asie ;
- 2014 : Première régate Solar-One[8] de bateaux expérimentaux propulsés à l’énergie solaire. Reconduite en 2015. Création du Cluster Yachting Monaco, dont le siège est au Yacht Club ;
- 2018 : Création de la Monaco Sport Academy, dont le but est de favoriser l’épanouissement sportif des athlètes monégasques afin d’accéder au plus haut niveau (11 athlètes l'année de lancement).

### 2019 - Actuellement
- Septembre 2019 : l’activiste écologiste Greta Thunberg se rend à New York pour participer au Sommet sur la planète, à bord du bateau Malizia II sponsorisé par le Yacht-Club de Monaco et barré par Boris Herrmann et accompagné par Pierre Casiraghi (fils cadet de la princesse Caroline de Monaco et vice-président du Yacht Club de Monaco) [9],[10]. Une polémique sur le réel impact écologique de cette action éclate et est relayée par les médias[11],[12] ;
- 2020 : le Yacht club est l’un des principaux sponsors du bateau Malizia II de l’Allemand Boris Herrmann lors la course du Vendée Globe Challenge. Le bateau est renommé alors « Seaexplorer – Yacht Club de Monaco »[13],[14].

## Section sportive
Fondée en 1970 par le prince Rainier III, la section sportive du YCM accueille toute l’année les jeunes à partir de 6 ans, soit en scolaire, en collaboration avec l’Éducation nationale, soit en club. De l’Optimist au Laser, de l’initiation à la compétition au plus haut niveau, les sept moniteurs et entraîneurs se donnent pour mission l’apprentissage de la voile, la découverte de la mer et la sauvegarde de notre environnement maritime.
De l’initiation à la compétition…, à chaque âge, une formation adaptée ! Fidèle à sa politique de formation, la section sportive du YCM propose à ses membres, enfants et adultes, de multiples activités nautiques adaptées à leur âge, niveau et expérience maritime.

### Section Jeunes
Sur Optimist ou sur Laser, les cours, les entraînements et les stages sont dispensés tout au long de l’année par sept moniteurs et entraîneurs diplômés d'État.
Les plus jeunes, à partir de 6 ans, peuvent s’initier tout au long de l’année, à la voile sur Optimist, puis intégrer ensuite, en fonction de leurs qualités physiques et de leur motivation, les équipes compétition. Des stages d’une semaine, par demi-journée (matin et/ou après-midi) sont également proposés durant les vacances scolaires sur Optimist et Laser Pico. 

### Activité Scolaire
L’École de la mer…, une école de la vie !
En collaboration  avec l’Éducation Nationale, la Section Sportive accueille tout au long de l’année
des élèves  de la 8e à la terminale, sous forme de cycles de 6 à 10 semaines, entre septembre et juin, ce qui permet aux plus grands de prendre l’Option voile à leur baccalauréat en Principauté.
Ce sont près de 80 classes, soit plus de 2000 élèves qui découvrent ainsi la mer et apprennent la
voile, sensibilisés à des valeurs éducatives essentielles telles que l’autonomie, l’acquisition d’habilités corporelles, la solidarité et l’humilité face aux éléments, mais également l’importance de préserver l’environnement maritime.
La section sportive en quelques chiffres :
- 350 membres adhérents
- 85 jours de stage par an
- 528 séances de voiles en scolaire, soit plus de 2200 élèves des établissements de la Principauté
- 20 Laser Pico
- 20 Optimist
- 19 J/70
- 4 SB20

## Quelques régates annuelles
- « Tournoi International de Snipe » (depuis 1953)
- « Trophée Losange d'Or » (depuis 1953)
- « Championnat International de la Méditerranée de Star Class » (depuis 1953)
- « Meetings motonautiques Internationaux de Monaco » (depuis 1953)
- « Big Game Fishing » (depuis 1953)
- « Monte Carlo Game Fish Tournament » (depuis 1990)
- « Grand Prix Offshore » (depuis 1982) (et « Championnat du Monde de Offshore » en 1990)
- « La Primo Cup » course de 150 bateaux monotypes et 800 participants (depuis 1985)
- « Coupe de S.A.S le Prince Albert » courses tous les deux ans des maxis entre Porto Cervo et Saint-Tropez (depuis 1987)
- « International Yacht Club Challenge » (organisé avec le « Manhattan Yacht Club de New-York » régates de J/24 International Class, monotype le plus représenté mondialement, manifestation qui regroupe 25 Yachts Clubs parmi les plus prestigieux (depuis 1991)

## Direction
- Président : Le Prince Albert II (depuis 1984)[16].
- Vice-président : Pierre Casiraghi et Andrea Casiraghi
- Secrétaire et directeur général : Bernard d’Alessandri [17].